# (96356) 1997 VH8
(96356) 1997 VH8 es un asteroide perteneciente al cinturón de asteroides, región del sistema solar que se encuentra entre las órbitas de Marte y Júpiter.
Fue descubierto el 10 de noviembre de 1997 por Lenka Šarounová desde el observatorio de Ondřejov en la República Checa.

## Designación y nombre
Designado provisionalmente como 1997 VH8.

## Características orbitales
(96356) 1997 VH8 está situado a una distancia media del Sol de 2,276 ua, pudiendo alejarse hasta 2,666 ua y acercarse hasta 1,886 ua. Su excentricidad es 0,171 y la inclinación orbital 4,852 grados. Emplea 1254,12 días en completar una órbita alrededor del Sol.

## Características físicas
La magnitud absoluta de (96356) 1997 VH8 es 16,14. 